# Zdena Vincíková
Zdena Vincíková (1917, Rakousko-Uhersko – 25. listopadu 1971, Praha Československo) byla česká swingová zpěvačka.

## Život
Během studia právnické fakulty se seznámila s Arnoštem Kavkou, který ji nabídl místo zpěvačky v souboru Blue Boys.
V roce 1938 nazpívala dobový šlágr Járy Beneše Robot z filmu Roberta Landa Panenka. Do roku 1939 nahrála několik snímků s orchestry Harryho Hardena a Dolfiho Langera. Koncem roku 1939 přijala s J. Verbergerem angažmá v souboru Bobka Bryena. V roce 1940 vystupovala se swingovým orchestrem Emila Ludvíka. Do konce války pak vystupovala s Melody Boys R. A. Dvorského a věnovala se více šansonu.
Od května roku 1945 Vincíková zpívala s orchestrem Boba Clithera, v roce 1947 hrála a zpívala ve Futuristově divadélku Scéna FF. V dalších letech pak vystupovala s Emanem Fialou na různých estrádách a zpívala s orchestrem A. Hrbáče v Ostravě a na zájezdech v Polsku.
V roce 1953 se jí narodil syn Michal Němeček, zakladatel hardrockové skupiny Pumpa.